# Trapella
Trapella é um género botânico pertencente à família Pedaliaceae.

## Espécies
- Trapella antennifera
- Trapella sinensis